# Tauras Kaunas
Tauro futbolo komanda var en fodboldklub fra den litauiske by Kaunas.

## Historie
Klubben blev stiftet i 1928 og gik konkurs i 1944.
Sovjetinvasionen i Litauen i 1944. Mesterskabet ophørt, da Tauras F.K. var i første omgang.

## Titler

### Nationalt
- Lietuvos futbolo čempionatas (D1)
  - Vindere (1): 1943.[1]

## Klub farver
- Sort og rød.

| TAURAS | TAURAS |